# Undecylion
Undecylion – liczba 1066, czyli jedynka i 66 zer w zapisie dziesiętnym.
W krajach stosujących tzw. krótką skalę (głównie kraje anglojęzyczne) undecylion oznacza 1036, czyli sekstylion w pozostałych krajach.
W układzie SI mnożnikowi 1066 nie odpowiada żaden przedrostek jednostki miary.